# 6. honvedski poljskotopniški polk (Avstro-Ogrska)
Za druge 6. polke glejte 6. polk.
6. honvedski poljskotopniški polk (izvirno nemško Feldkanonenregiment Nr. 6; madžarsko 6. honvéd tábori ágyúsezred) je bil artilerijski polk Kraljevega madžarskega domobranstva.

## Zgodovina

### Prva svetovna vojna
Polkovna narodnostna sestava leta 1914 je bila sledeča: 97% Romunov in 3% drugih.

## Poveljniki
- maj 1914: Rudolf Sekullic[1]